# Cathédrale Saint-André d'Aberdeen
Cette  cathédrale n’est pas la seule cathédrale Saint-André.
La cathédrale Saint-André (en anglais : St Andrew's Cathedral) est une cathédrale de l'Église épiscopalienne écossaise située dans la ville écossaise d'Aberdeen. Elle est le siège de l'évêque d'Aberdeen et d'Orkney, qui est l'Ordinaire du diocèse d'Aberdeen et d'Orkney.